# バッチャーニ・グスターフ

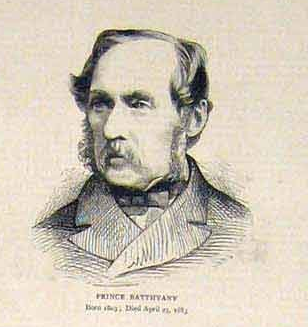
バッチャーニ侯グスターフ

バッチャーニ・グスターフ（ハンガリー語: Batthyány Gusztáv, 英語: Gustavus Batthyany, 1803年 - 1883年）は、1848年のハンガリー独立運動（マジャル国民運動）において立憲内閣の首班を務めたハンガリーの貴族・政治家。伯爵。1870年、バッチャーニ＝シュトラットマン侯爵位を継承した。競馬のオーナーブリーダーとしても高名。ともにハンガリー独立運動を起こしたハンガリー王国の初代首相のバッチャーニ・ラヨシュは同族にあたる。
ハンガリー語の正式な人名表記ではバッチャーニ・グスターヴ(Batthyány Gusztáv)であり、「バッチャーニ」が姓である。ただし、英国に帰化した後はグスタヴズ・バッチャニー(Gustavus Batthyany)の名称を用いた。

## ハンガリー貴族としての経歴
バッチャーニ家の起源は896年のマジャル人王朝であるアールパード朝成立の時代にまで遡る。その始祖はアールパード朝における（アールパール自身を含めた）7人の王のうちの一人「ウルス」と呼ばれる者である。バチャーニュ一族はハンガリー西部にあるネーメトゥイ・ヴァール（現在のオーストリア・ギュッシング郡）地方を任されていた。
バッチャーニ・グスターフ伯は、バッチャーニ・カーズメール伯やセメレ・ベルタラン（ハンガリー詩人）らと共に、伯爵の旧友であった初代ウェリントン公爵アーサー・ウェルズリーと第2代メルバーン子爵ウィリアム・ラムらへと宛てたエステルハージ・パール公爵の手紙に署名した。手紙にはコシュート・ラヨシュがハプスブルク帝国（ハンガリー王位）に対するテロリズム（大逆罪）を企てていると糾弾する内容が書かれており、結果として独立運動における英国人の支持者にコシュートに対する不信感をもたらした（英国貴族の間では、市民革命が自国内に飛び火するのを恐れていたため）。
内閣の首班を務めた後、政情不安なハンガリーから英国（イギリス）へ帰化した。

## ブリーダーとしての経歴
英国へと帰化した後、しばらくしてニューマーケットに大規模な牧場を開設した。馬丁と馬に豪華な衣装を着用させニューマーケットの話題をさらったという。年をとるまで殆ど大レースに興味が無く、自分で所有馬に乗って個人的なレースを楽しんでいたとされる。そのため、晩年エプソムダービーに勝利したガロピンが所有した唯一のクラシックホースである。ガロピンはグスターフのお気に入りで、11戦して10勝、種牡馬としても1888,89,98年の英愛リーディングサイアーを獲得した。代表産駒のセントサイモンを抜きにしても、ガロピンの今日における競走馬への影響は大きい。
1883年、グスターフは2000ギニーの直前に、かねてより悪くしていた心臓の発作で急死した。2000ギニーにはガロピンの産駒ガリアードが有力馬として出走しており（結果は1着）、かなり気が高ぶっていたといわれている。その後グスターフの遺産相続人は牧場を閉鎖し、彼の持ち馬を全て売り払った。その中にはセントサイモンが含まれていた。
- 20代でイギリス留学を経験
- 1843年 - ニューマーケットに大規模な牧場を開設
- 1859年 - ジョッキークラブに所属
- 1873年 - 520ギニーでガロピンを購入
- 1875年 - ガロピンがエプソムダービーに優勝
- 1883年 - 所有馬ガリアードが勝利した2000ギニーの30分前に心臓発作で死亡

ジョン・ドーソン（マシュー・ドーソンの兄）を主戦調教師としていた
主な所有馬としては、ガロピンやガリアード及びセントサイモンなどが挙げられる。

## レヒニッツ写本の所有者
バチャーニ伯は1838年、ローホンク（現在のオーストリア・レヒニッツ市）に保管していた蔵書の全てをハンガリー科学アカデミーへ寄贈した。これらの蔵書の中にはレヒニッツ写本が含まれていた。レヒニッツ写本の名称は、伯爵がこの写本を保管していた地名に由来する。